# VH1 Storytellers (Bruce Springsteen)
VH1 Storytellers è un DVD contenente la registrazione di una puntata dell'omonimo programma televisivo dell'emittente VH1 trasmessa il 23 aprile del 2005 e dedicata al cantautore statunitense Bruce Springsteen.
Realizzato per la promozione dell'album Devils & Dust, che uscì qualche giorno dopo nei negozi, il programma fu registrato presso il Two River Theater di Red Bank nel New Jersey il 4 aprile. Il DVD, che contiene tutto lo spettacolo con una durata superiore rispetto a quanto trasmesso, fu messo in commercio nel settembre dello stesso anno.
Di fronte a un ristretto pubblico, Springsteen interpretò in versione acustica alcune delle sue nuove canzoni e altre tratte dal suo repertorio, sul modello di quanto stava per fare nell'imminente tournée mondiale inaugurata il 21 aprile. Durante l'esibizione, com'era nel format del programma, il cantautore introdusse le canzoni descrivendone la genesi, il loro significato, con citazioni, aneddoti, riflessioni personali e rispose alle domande del pubblico. In alcuni brani fu accompagnato dalla moglie Patti Scialfa, corista della E Street Band.

## Contenuto
1. Devils & Dust
2. Blinded by the Light
3. Brilliant Disguise
4. Nebraska
5. Jesus Was an Only Son
6. Waitin' on a Sunny Day
7. The Rising
8. Thunder Road

## Formazione
- Bruce Springsteen – voce, chitarra acustica, pianoforte
- Patti Scialfa – cori

## Edizioni
- 2005 – VH1 Storytelles, DVD, Columbia Records CVD 53492, USA
- 2005 – VH1 Storytelles, DVD, Columbia Music Video 88697286589, EUR, collana Visual Milestones